# Dirka po Španiji 2015
Dirka po Španiji 2015 (špansko Vuelta a España 2015) je 70. izvedba dirke po Španiji, tritedenske moške cestne kolesarske etapne dirke. Začela se je 22. avgusta v Puerto Banúsu in končala 13. septembra v Madridu. Sodelovalo je 198 kolesarjev iz 22-ih ekip. Rdečo majico je prvič osvojil Fabio Aru (Astana), drugo mesto Joaquim Rodríguez (Team Katusha), tretje pa Rafał Majka (Tinkoff–Saxo). Zeleno majico je osvojil Alejandro Valverde (Movistar Team), pikčasto majico je osvojil Omar Fraile (Caja Rural–Seguros RGA), belo majico pa Joaquim Rodríguez.

## Ekipe
UCI WorldTeams
- AG2R La Mondiale
- Astana
- BMC Racing Team
- Cannondale–Garmin
- Etixx–Quick-Step
- FDJ
- Giant-Alpecin
- IAM Cycling
- Team Katusha
- Lampre–Merida
- LottoNL–Jumbo
- Lotto–Soudal
- Movistar Team
- Orica–GreenEDGE
- Team Sky
- Tinkoff–Saxo
- Trek Factory Racing

UCI Professional Continental teams
- Caja Rural–Seguros RGA
- Cofidis
- Colombia
- Team Europcar
- MTN–Qhubeka

## Etape
| Etapa | Datum         | Štart/Cilj                                      | Razdalja         | Tip       | Tip                    | Zmagovalec                 |           |
| ----- | ------------- | ----------------------------------------------- | ---------------- | --------- | ---------------------- | -------------------------- | --------- |
| 1     | 22. avgust    | Puerto Banús — Marbella                         | 7,4 km           |           | ekipni kronometer      | BMC Racing Team            |           |
| 2     | 23. avgust    | Alhaurín de la Torre — Caminito del Rey         | 158,7 km         |           | hribovito-gorska etapa | Esteban Chaves (COL)       |           |
| 3     | 24. avgust    | Mijas — Málaga                                  | 158,4 km         |           | ravninska etapa        | Peter Sagan (SVK)          |           |
| 4     | 25. avgust    | Estepona — Vejer de la Frontera                 | 209,6 km         |           | hribovita etapa        | Alejandro Valverde (ESP)   |           |
| 5     | 26. avgust    | Rota — Alcalá de Guadaíra                       | 167,3 km         |           | ravninska etapa        | Caleb Ewan (AUS)           |           |
| 6     | 27. avgust    | Córdoba — Sierra de Cazorla                     | 200,3 km         |           | hribovito-gorska etapa | Esteban Chaves (COL)       |           |
| 7     | 28. avgust    | Jódar — La Alpujarra                            | 191,1 km         |           | gorska etapa           | Bert-Jan Lindeman (NED)    |           |
| 8     | 29. avgust    | Puebla de Don Fadrique — Murcia                 | 182,5 km         |           | ravninska etapa        | Jasper Stuyven (BEL)       |           |
| 9     | 30. avgust    | Torrevieja — Cumbre del Sol, Benitachell        | 168,3 km         |           | hribovito-gorska etapa | Tom Dumoulin (NED)         |           |
| 10    | 31. avgust    | Valencia — Castellón de la Plana                | 146,6 km         |           | ravninska etapa        | Kristian Sbaragli (ITA)    |           |
|       | 1. september  | Andorra la Vella                                | Andorra la Vella |           | dan počitka            | dan počitka                |           |
| 11    | 2. september  | Andorra la Vella — Cortals d'Encamp             | 138 km           |           | gorska etapa           | Mikel Landa (ESP)          |           |
| 12    | 3. september  | Escaldes-Engordany, Andora — Lleida             | 173 km           |           | ravninska etapa        | Danny van Poppel (NED)     |           |
| 13    | 4. september  | Calatayud — Tarazona                            | 178 km           |           | hribovito-gorska etapa | Nelson Oliveira (POR)      |           |
| \|14  | 5. september  | Vitoria-Gasteiz — Alto Campoo, Fuente del Chivo | 215 km           |           | gorska etapa           | Alessandro De Marchi (ITA) |           |
| 15    | 6. september  | Comillas — Sotres, Cabrales                     | 175,8 km         |           | gorska etapa           | Joaquim Rodríguez (ESP)    |           |
| 16    | 7. september  | Luarca — Ermita del Alba, Quirós                | 185 km           |           | gorska etapa           | Fränk Schleck (LUX)        |           |
|       | 8. september  | Burgos                                          | Burgos           |           | dan počitka            | dan počitka                |           |
| 17    | 9. september  | Burgos                                          | 38,7 km          |           | posamični kronometer   | Tom Dumoulin (NED)         |           |
| 18    | 10. september | Roa de Duero — Riaza                            | 204 km           |           | hribovito-gorska etapa | Nicolas Roche (IRL)        |           |
| 19    | 11. september | Medina del Campo — Ávila                        | 185,8 km         |           | hribovita etapa        | Alexis Gougeard (FRA)      |           |
| 20    | 12. september | San Lorenzo de El Escorial — Cercedilla         | 175,8 km         |           | gorska etapa           | Rubén Plaza (ESP)          |           |
| 21    | 13. september | Alcalá de Henares — Madrid                      | 98,8 km          |           | ravninska etapa        | John Degenkolb (GER)       |           |
|       | Skupaj        | Skupaj                                          | 3358,1 km        | 3358,1 km | 3358,1 km              | 3358,1 km                  | 3358,1 km |

## Razvrstitev po klasifikacijah
| Etapa  | Zmagovalec           | Rdeča majica ·    | Zelena majica ·    | Pikčasta majica · | Kombinacija ·     | Ekipno          | Borbenost            |
| ------ | -------------------- | ----------------- | ------------------ | ----------------- | ----------------- | --------------- | -------------------- |
| 1      | BMC Racing Team      | Peter Velits      | brez               | brez              | brez              | BMC Racing Team | Cameron Meyer        |
| 2      | Esteban Chaves       | Esteban Chaves    | Esteban Chaves     | Esteban Chaves    | Esteban Chaves    | Team Sky        | José Gonçalves       |
| 3      | Peter Sagan          | Esteban Chaves    | Esteban Chaves     | Omar Fraile       | Esteban Chaves    | Team Sky        | Omar Fraile          |
| 4      | Alejandro Valverde   | Esteban Chaves    | Peter Sagan        | Omar Fraile       | Esteban Chaves    | Team Sky        | Brayan Ramírez       |
| 5      | Caleb Ewan           | Tom Dumoulin      | Peter Sagan        | Omar Fraile       | Esteban Chaves    | Team Sky        | Iljo Keisse          |
| 6      | Esteban Chaves       | Esteban Chaves    | Peter Sagan        | Omar Fraile       | Esteban Chaves    | Team Sky        | Miguel Ángel Rubiano |
| 7      | Bert-Jan Lindeman    | Esteban Chaves    | Esteban Chaves     | Omar Fraile       | Esteban Chaves    | Team Sky        | Amets Txurruka       |
| 8      | Jasper Stuyven       | Esteban Chaves    | Esteban Chaves     | Omar Fraile       | Esteban Chaves    | Team Sky        | Ángel Madrazo        |
| 9      | Tom Dumoulin         | Tom Dumoulin      | Esteban Chaves     | Omar Fraile       | Tom Dumoulin      | Team Sky        | Omar Fraile          |
| 10     | Kristian Sbaragli    | Tom Dumoulin      | Esteban Chaves     | Omar Fraile       | Tom Dumoulin      | Team Sky        | Carlos Verona        |
| 11     | Mikel Landa          | Fabio Aru         | Esteban Chaves     | Omar Fraile       | Tom Dumoulin      | Team Sky        | Mikel Landa          |
| 12     | Danny van Poppel     | Fabio Aru         | Esteban Chaves     | Omar Fraile       | Tom Dumoulin      | Team Sky        | Maxime Bouet         |
| 13     | Nelson Oliveira      | Fabio Aru         | Esteban Chaves     | Omar Fraile       | Tom Dumoulin      | Team Sky        | Paweł Poljański      |
| 14     | Alessandro De Marchi | Fabio Aru         | Esteban Chaves     | Omar Fraile       | Tom Dumoulin      | Team Sky        | Carlos Quintero      |
| 15     | Joaquim Rodríguez    | Fabio Aru         | Joaquim Rodríguez  | Omar Fraile       | Joaquim Rodríguez | Team Sky        | Brayan Ramírez       |
| 16     | Fränk Schleck        | Joaquim Rodríguez | Joaquim Rodríguez  | Omar Fraile       | Joaquim Rodríguez | Team Sky        | Rodolfo Torres       |
| 17     | Tom Dumoulin         | Tom Dumoulin      | Joaquim Rodríguez  | Omar Fraile       | Joaquim Rodríguez | Team Sky        | Tom Dumoulin         |
| 18     | Nicolas Roche        | Tom Dumoulin      | Joaquim Rodríguez  | Omar Fraile       | Joaquim Rodríguez | Movistar Team   | Ángel Madrazo        |
| [19    | Alexis Gougeard      | Tom Dumoulin      | Joaquim Rodríguez  | Omar Fraile       | Joaquim Rodríguez | Movistar Team   | Alexis Gougeard      |
| 20     | Rubén Plaza          | Fabio Aru         | Joaquim Rodríguez  | Omar Fraile       | Joaquim Rodríguez | Movistar Team   | Rubén Plaza          |
| 21     | John Degenkolb       | Fabio Aru         | Alejandro Valverde | Omar Fraile       | Joaquim Rodríguez | Movistar Team   | Tom Dumoulin         |
| Skupaj | Skupaj               | Fabio Aru         | Alejandro Valverde | Omar Fraile       | Joaquim Rodríguez | Movistar Team   | Tom Dumoulin         |

## Končna razvrstitev
| Legenda | Legenda                                    | Legenda | Legenda                                           |
| ------- | ------------------------------------------ | ------- | ------------------------------------------------- |
|         | Predstavlja vodilnega v skupnem seštevku   |         | Predstavlja vodilnega po točkah                   |
|         | Predstavlja vodilnega v gorski razvrstitvi |         | Predstavlja vodilnega v kombinacijski razvrstitvi |

### Rdeča majica
| Poz. | Kolesar                  | Ekipa           | Čas         |
| ---- | ------------------------ | --------------- | ----------- |
| 1    | Fabio Aru (ITA)          | Astana          | 85h 36' 13" |
| 2    | Joaquim Rodríguez (ESP)  | Team Katusha    | + 57"       |
| 3    | Rafał Majka (POL)        | Tinkoff–Saxo    | + 1' 09"    |
| 4    | Nairo Quintana (COL)     | Movistar Team   | + 1' 42"    |
| 5    | Esteban Chaves (COL)     | Orica–GreenEDGE | + 3' 10"    |
| 6    | Tom Dumoulin (NED)       | Giant-Alpecin   | + 3' 46"    |
| 7    | Alejandro Valverde (ESP) | Movistar Team   | + 6' 47"    |
| 8    | Mikel Nieve (ESP)        | Team Sky        | + 7' 06"    |
| 9    | Daniel Moreno (ESP)      | Team Katusha    | + 7' 12"    |
| 10   | Louis Meintjes (RSA)     | MTN–Qhubeka     | + 10' 26"   |

| Skupna razvrstitev kolesarjev (11–158) | Skupna razvrstitev kolesarjev (11–158) | Skupna razvrstitev kolesarjev (11–158) | Skupna razvrstitev kolesarjev (11–158) |
| Poz.                                   | Kolesar                                | Ekipa                                  | Čas                                    |
| -------------------------------------- | -------------------------------------- | -------------------------------------- | -------------------------------------- |
| 11                                     | Domenico Pozzovivo (ITA)               | AG2R La Mondiale                       | + 11' 10"                              |
| 12                                     | David Arroyo (ESP)                     | Caja Rural–Seguros RGA                 | + 13' 29"                              |
| 13                                     | Gianluca Brambilla (ITA)               | Etixx–Quick-Step                       | + 15' 26"                              |
| 14                                     | Bart De Clercq (BEL)                   | Lotto–Soudal                           | + 16' 34"                              |
| 15                                     | Romain Sicard (FRA)                    | Team Europcar                          | + 16' 46"                              |
| 16                                     | Kenny Elissonde (FRA)                  | FDJ                                    | + 17' 07"                              |
| 17                                     | Fabrice Jeandesboz (FRA)               | Team Europcar                          | + 17' 10"                              |
| 18                                     | André Cardoso (POR)                    | Cannondale–Garmin                      | + 23' 31"                              |
| 19                                     | Giovanni Visconti (ITA)                | Movistar Team                          | + 36' 19"                              |
| 20                                     | Diego Rosa (ITA)                       | Astana                                 | + 43' 27"                              |
| 21                                     | Nelson Oliveira (POR)                  | Lampre–Merida                          | + 44' 24"                              |
| 22                                     | Sergio Henao (COL)                     | Team Sky                               | + 44' 30"                              |
| 23                                     | Haimar Zubeldia (ESP)                  | Trek Factory Racing                    | + 45' 19"                              |
| 24                                     | Fränk Schleck (LUX)                    | Trek Factory Racing                    | + 48' 48"                              |
| 25                                     | Mikel Landa (ESP)                      | Astana                                 | + 51' 30"                              |
| 26                                     | Nicolas Roche (IRL)                    | Team Sky                               | + 53' 38"                              |
| 27                                     | Maxime Monfort (BEL)                   | Lotto–Soudal                           | + 54' 37"                              |
| 28                                     | Maxime Bouet (FRA)                     | Etixx–Quick-Step                       | + 1h 00' 14"                           |
| 29                                     | Carlos Verona (ESP)                    | Etixx–Quick-Step                       | + 1h 02' 49"                           |
| 30                                     | Daniel Navarro (ESP)                   | Cofidis                                | + 1h 06' 08"                           |
| 31                                     | Alberto Losada (ESP)                   | Team Katusha                           | + 1h 06' 47"                           |
| 32                                     | Rodolfo Torres (COL)                   | Colombia                               | + 1h 12' 17"                           |
| 33                                     | Luis León Sánchez (ESP)                | Astana                                 | + 1h 15' 05"                           |
| 34                                     | José Gonçalves (POR)                   | Caja Rural–Seguros RGA                 | + 1h 15' 39"                           |
| 35                                     | Paweł Poljański (POL)                  | Tinkoff–Saxo                           | + 1h 16' 20"                           |
| 36                                     | Tiago Machado (POR)                    | Team Katusha                           | + 1h 25' 37"                           |
| 37                                     | George Bennett (NZL)                   | LottoNL–Jumbo                          | + 1h 26' 33"                           |
| 38                                     | Larry Warbasse (USA)                   | IAM Cycling                            | + 1h 31' 24"                           |
| 39                                     | Edvard Vorganov (RUS)                  | Team Katusha                           | + 1h 32' 57"                           |
| 40                                     | Andrey Amador (CRC)                    | Movistar Team                          | + 1h 37' 46"                           |
| 41                                     | Matteo Montaguti (ITA)                 | AG2R La Mondiale                       | + 1h 47' 20"                           |
| 42                                     | Lawson Craddock (USA)                  | Giant-Alpecin                          | + 1h 48' 55"                           |
| 43                                     | José Joaquín Rojas (ESP)               | Movistar Team                          | + 1h 52' 12"                           |
| 44                                     | Ángel Madrazo (ESP)                    | Caja Rural–Seguros RGA                 | + 1h 52' 44"                           |
| 45                                     | Rubén Plaza (ESP)                      | Lampre–Merida                          | + 1h 53' 41"                           |
| 46                                     | Joe Dombrowski (USA)                   | Cannondale–Garmin                      | + 1h 53' 47"                           |
| 47                                     | Sylvain Chavanel (FRA)                 | IAM Cycling                            | + 1h 55' 16"                           |
| 48                                     | Ricardo Vilela (POR)                   | Caja Rural–Seguros RGA                 | + 1h 55' 18"                           |
| 49                                     | Tosh Van der Sande (BEL)               | Lotto–Soudal                           | + 1h 57' 42"                           |
| 50                                     | Pierre Rolland (FRA)                   | Team Europcar                          | + 1h 59' 10"                           |
| 51                                     | Mikaël Cherel (FRA)                    | AG2R La Mondiale                       | + 1h 59' 28"                           |
| 52                                     | Jesper Hansen (DEN)                    | Tinkoff–Saxo                           | + 2h 01' 46"                           |
| 53                                     | Alex Cano (COL)                        | Colombia                               | + 2h 03' 58"                           |
| 54                                     | Riccardo Zoidl (AUT)                   | Trek Factory Racing                    | + 2h 09' 40"                           |
| 55                                     | Adam Hansen (AUS)                      | Lotto–Soudal                           | + 2h 11' 06"                           |
| 56                                     | Darwin Atapuma (COL)                   | BMC Racing Team                        | + 2h 12' 42"                           |
| 57                                     | Dario Cataldo (ITA)                    | Astana                                 | + 2h 18' 30"                           |
| 58                                     | Cyril Gautier (FRA)                    | Team Europcar                          | + 2h 18' 40"                           |
| 59                                     | Amaël Moinard (FRA)                    | BMC Racing Team                        | + 2h 18' 51"                           |
| 60                                     | Leonardo Duque (COL)                   | Colombia                               | + 2h 19' 38"                           |
| 61                                     | Cyril Lemoine (FRA)                    | Cofidis                                | + 2h 21' 39"                           |
| 62                                     | Pieter Serry (BEL)                     | Etixx–Quick-Step                       | + 2h 26' 30"                           |
| 63                                     | Kristijan Đurasek (CRO)                | Lampre–Merida                          | + 2h 29' 10"                           |
| 64                                     | Koen de Kort (NED)                     | Giant-Alpecin                          | + 2h 29' 29"                           |
| 65                                     | Jukija Araširo (JPN)                   | Team Europcar                          | + 2h 30' 07"                           |
| 66                                     | Jay McCarthy (AUS)                     | Tinkoff–Saxo                           | + 2h 31' 13"                           |
| 67                                     | Fabio Duarte (COL)                     | Colombia                               | + 2h 31' 14"                           |
| 68                                     | Andrej Zeic (KAZ)                      | Astana                                 | + 2h 32' 07"                           |
| 69                                     | Geraint Thomas (GBR)                   | Team Sky                               | + 2h 32' 24"                           |
| 70                                     | Miguel Ángel Rubiano (COL)             | Colombia                               | + 2h 36' 54"                           |
| 71                                     | Ian Boswell (USA)                      | Team Sky                               | + 2h 36' 59"                           |
| 72                                     | Moreno Moser (ITA)                     | Cannondale–Garmin                      | + 2h 37' 11"                           |
| 73                                     | Jérôme Cousin (FRA)                    | Team Europcar                          | + 2h 38' 40"                           |
| 74                                     | Julien Simon (FRA)                     | Cofidis                                | + 2h 39' 01"                           |
| 75                                     | Ben King (USA)                         | Cannondale–Garmin                      | + 2h 39' 09"                           |
| 76                                     | Pavel Kočetkov (RUS)                   | Team Katusha                           | + 2h 39' 39"                           |
| 77                                     | Salvatore Puccio (ITA)                 | Team Sky                               | + 2h 41' 05"                           |
| 78                                     | Alessandro De Marchi (ITA)             | BMC Racing Team                        | + 2h 41' 16"                           |
| 79                                     | Natnael Berhane (ERI)                  | MTN–Qhubeka                            | + 2h 41' 24"                           |
| 80                                     | Javier Moreno (ESP)                    | Movistar Team                          | + 2h 43' 31"                           |
| 81                                     | Francisco Ventoso (ESP)                | Movistar Team                          | + 2h 44' 45"                           |
| 82                                     | Jelle Vanendert (BEL)                  | Lotto–Soudal                           | + 2h 45' 39"                           |
| 83                                     | Vasil Kirjienka (BLR)                  | Team Sky                               | + 2h 49' 18"                           |
| 84                                     | Daryl Impey (RSA)                      | Orica–GreenEDGE                        | + 2h 50' 57"                           |
| 85                                     | Rinaldo Nocentini (ITA)                | AG2R La Mondiale                       | + 2h 51' 47"                           |
| 86                                     | Vicente Reynès (ESP)                   | IAM Cycling                            | + 2h 53' 34"                           |
| 87                                     | Juan Pablo Valencia (COL)              | Colombia                               | + 2h 56' 07"                           |
| 88                                     | Omar Fraile (ESP)                      | Caja Rural–Seguros RGA                 | + 2h 57' 47"                           |
| 89                                     | Markel Irizar (ESP)                    | Trek Factory Racing                    | + 2h 59' 18"                           |
| 90                                     | John Degenkolb (GER)                   | Giant-Alpecin                          | + 2h 59' 49"                           |
| 91                                     | Christian Knees (GER)                  | Team Sky                               | + 3h 00' 10"                           |
| 92                                     | Carlos Quintero (COL)                  | Colombia                               | + 3h 02' 35"                           |
| 93                                     | Jens Keukeleire (BEL)                  | Orica–GreenEDGE                        | + 3h 03' 40"                           |
| 94                                     | Davide Villella (ITA)                  | Cannondale–Garmin                      | + 3h 04' 39"                           |
| 95                                     | Timo Roosen (NED)                      | LottoNL–Jumbo                          | + 3h 08' 44"                           |
| 96                                     | Sébastien Minard (FRA)                 | AG2R La Mondiale                       | + 3h 09' 11"                           |
| 97                                     | Pello Bilbao (ESP)                     | Caja Rural–Seguros RGA                 | + 3h 09' 51"                           |
| 98                                     | Yoann Bagot (FRA)                      | Cofidis                                | + 3h 12' 17"                           |
| 99                                     | Bert-Jan Lindeman (NED)                | LottoNL–Jumbo                          | + 3h 13' 18"                           |
| 100                                    | Imanol Erviti (ESP)                    | Movistar Team                          | + 3h 13' 43"                           |
| 101                                    | Pavel Brutt (RUS)                      | Tinkoff–Saxo                           | + 3h 14' 23"                           |
| 102                                    | Steve Cummings (GBR)                   | MTN–Qhubeka                            | + 3h 17' 32"                           |
| 103                                    | Ángel Vicioso (ESP)                    | Team Katusha                           | + 3h 18' 33"                           |
| 104                                    | Mike Teunissen (NED)                   | LottoNL–Jumbo                          | + 3h 19' 28"                           |
| 105                                    | Kristian Sbaragli (ITA)                | MTN–Qhubeka                            | + 3h 19' 55"                           |
| 106                                    | Marcel Aregger (SUI)                   | IAM Cycling                            | + 3h 23' 32"                           |
| 107                                    | Nikolas Maes (BEL)                     | Etixx–Quick-Step                       | + 3h 25' 03"                           |
| 108                                    | Luka Mezgec (SLO)                      | Giant-Alpecin                          | + 3h 27' 22"                           |
| 109                                    | Mickaël Delage (FRA)                   | FDJ                                    | + 3h 28' 04"                           |
| 110                                    | Tom Van Asbroeck (BEL)                 | LottoNL–Jumbo                          | + 3h 28' 33"                           |
| 111                                    | Laurent Pichon (FRA)                   | FDJ                                    | + 3h 30' 07"                           |
| 112                                    | Alexis Gougeard (FRA)                  | AG2R La Mondiale                       | + 3h 30' 45"                           |
| 113                                    | Kévin Reza (FRA)                       | FDJ                                    | + 3h 31' 50"                           |
| 114                                    | Simon Gerrans (AUS)                    | Orica–GreenEDGE                        | + 3h 31' 54"                           |
| 115                                    | Dennis van Winden (NED)                | LottoNL–Jumbo                          | + 3h 33' 46"                           |
| 116                                    | Dominique Rollin (CAN)                 | Cofidis                                | + 3h 35' 35"                           |
| 117                                    | Martin Velits (SVK)                    | Etixx–Quick-Step                       | + 3h 37' 35"                           |
| 118                                    | Jempy Drucker (LUX)                    | BMC Racing Team                        | + 3h 37' 37"                           |
| 119                                    | Simon Pellaud (SUI)                    | IAM Cycling                            | + 3h 38' 39"                           |
| 120                                    | Olivier Le Gac (FRA)                   | FDJ                                    | + 3h 38' 53"                           |
| 121                                    | Johan Vansummeren (BEL)                | AG2R La Mondiale                       | + 3h 39' 07"                           |
| 122                                    | Jaco Venter (RSA)                      | MTN–Qhubeka                            | + 3h 41' 39"                           |
| 123                                    | Jay Thomson (RSA)                      | MTN–Qhubeka                            | + 3h 43' 05"                           |
| 124                                    | Joey Rosskopf (USA)                    | BMC Racing Team                        | + 3h 43' 08"                           |
| 125                                    | Tsgabu Grmay (ETH)                     | Lampre–Merida                          | + 3h 43' 26"                           |
| 126                                    | Jasper De Buyst (BEL)                  | Lotto–Soudal                           | + 3h 44' 12"                           |
| 127                                    | Brayan Ramírez (COL)                   | Colombia                               | + 3h 44' 21"                           |
| 128                                    | Johann Van Zyl (RSA)                   | MTN–Qhubeka                            | + 3h 44' 36"                           |
| 129                                    | Alex Howes (USA)                       | Cannondale–Garmin                      | + 3h 44' 42"                           |
| 130                                    | Mathew Hayman (AUS)                    | Orica–GreenEDGE                        | + 3h 45' 38"                           |
| 131                                    | Daniele Bennati (ITA)                  | Tinkoff–Saxo                           | + 3h 48' 58"                           |
| 132                                    | Jaroslav Popovič (UKR)                 | Trek Factory Racing                    | + 3h 49' 11"                           |
| 133                                    | Jimmy Engoulvent (FRA)                 | Team Europcar                          | + 3h 51' 04"                           |
| 134                                    | Youcef Reguigui (ALG)                  | MTN–Qhubeka                            | + 3h 51' 24"                           |
| 135                                    | Alessandro Vanotti (ITA)               | Astana                                 | + 3h 53' 40"                           |
| 136                                    | Walter Pedraza (COL)                   | Colombia                               | + 3h 55' 04"                           |
| 137                                    | Songezo Jim (RSA)                      | MTN–Qhubeka                            | + 3h 56' 25"                           |
| 138                                    | Antoine Duchesne (CAN)                 | Team Europcar                          | + 3h 57' 37"                           |
| 139                                    | Rory Sutherland (AUS)                  | Movistar Team                          | + 3h 59' 04"                           |
| 140                                    | Maciej Bodnar (POL)                    | Tinkoff–Saxo                           | + 3h 59' 47"                           |
| 141                                    | Danny van Poppel (NED)                 | Trek Factory Racing                    | + 3h 59' 51"                           |
| 142                                    | Thierry Hupond (FRA)                   | Giant-Alpecin                          | + 3h 59' 53"                           |
| 143                                    | Johannes Fröhlinger (GER)              | Giant-Alpecin                          | + 4h 00' 25"                           |
| 144                                    | Ilija Koševoj (BLR)                    | Lampre–Merida                          | + 4h 00' 30"                           |
| 145                                    | Tony Hurel (FRA)                       | Team Europcar                          | + 4h 00' 53"                           |
| 146                                    | Gatis Smukulis (LAT)                   | Team Katusha                           | + 4h 01' 51"                           |
| 147                                    | Damien Howson (AUS)                    | Orica–GreenEDGE                        | + 4h 05' 19"                           |
| 148                                    | Iljo Keisse (BEL)                      | Etixx–Quick-Step                       | + 4h 07' 06"                           |
| 149                                    | Carlos Barbero (ESP)                   | Caja Rural–Seguros RGA                 | + 4h 07' 22"                           |
| 150                                    | Blel Kadri (FRA)                       | AG2R La Mondiale                       | + 4h 10' 04"                           |
| 151                                    | Valerio Conti (ITA)                    | Lampre–Merida                          | + 4h 11' 24"                           |
| 152                                    | Maximiliano Richeze (ARG)              | Lampre–Merida                          | + 4h 13' 33"                           |
| 153                                    | Martijn Keizer (NED)                   | LottoNL–Jumbo                          | + 4h 14' 01"                           |
| 154                                    | Gediminas Bagdonas (LTU)               | AG2R La Mondiale                       | + 4h 16' 22"                           |
| 155                                    | Tom Stamsnijder (NED)                  | Giant-Alpecin                          | + 4h 17' 57"                           |
| 156                                    | Murilo Fischer (BRA)                   | FDJ                                    | + 4h 21' 19"                           |
| 157                                    | Zico Waeytens (BEL)                    | Giant-Alpecin                          | + 4h 37' 10"                           |
| 158                                    | Boy van Poppel (NED)                   | Trek Factory Racing                    | + 4h 57' 31"                           |

### Zelena majica
| Poz. | Kolesar                  | Ekipa           | Točke |
| ---- | ------------------------ | --------------- | ----- |
| 1    | Alejandro Valverde (ESP) | Movistar Team   | 118   |
| 2    | Joaquim Rodríguez (ESP)  | Team Katusha    | 116   |
| 3    | Esteban Chaves (COL)     | Orica–GreenEDGE | 108   |
| 4    | Tom Dumoulin (NED)       | Giant-Alpecin   | 105   |
| 5    | Nicolas Roche (IRL)      | Team Sky        | 97    |
| 6    | Fabio Aru (ITA)          | Astana          | 97    |
| 7    | John Degenkolb (GER)     | Giant-Alpecin   | 93    |
| 8    | Rafał Majka (POL)        | Tinkoff–Saxo    | 89    |
| 9    | Nairo Quintana (COL)     | Movistar Team   | 84    |
| 10   | José Joaquín Rojas (ESP) | Movistar Team   | 76    |

### Pikčasta majica
| Poz. | Kolesar                    | Ekipa                  | Točke |
| ---- | -------------------------- | ---------------------- | ----- |
| 1    | Omar Fraile (ESP)          | Caja Rural–Seguros RGA | 82    |
| 2    | Rubén Plaza (ESP)          | Lampre–Merida          | 63    |
| 3    | Fränk Schleck (LUX)        | Trek Factory Racing    | 30    |
| 4    | Alessandro de Marchi (ITA) | BMC Racing Team        | 28    |
| 5    | Mikel Landa (ESP)          | Astana                 | 28    |
| 6    | José Gonçalves (POR)       | Caja Rural–Seguros RGA | 24    |
| 7    | Rodolfo Torres (COL)       | Colombia               | 22    |
| 8    | Pierre Rolland (FRA)       | Team Europcar          | 20    |
| 9    | José Joaquín Rojas (ESP)   | Movistar Team          | 19    |
| 10   | Mikaël Cherel (FRA)        | AG2R La Mondiale       | 18    |

### Bela majica
| Poz. | Kolesar                 | Ekipa                  | Čas |
| ---- | ----------------------- | ---------------------- | --- |
| 1    | Joaquim Rodríguez (ESP) | Team Katusha           | 16  |
| 2    | Fabio Aru (ITA)         | Astana                 | 23  |
| 3    | Tom Dumoulin (NED)      | Giant-Alpecin          | 24  |
| 4    | Rafał Majka (POL)       | Tinkoff–Saxo           | 38  |
| 5    | Esteban Chaves (COL)    | Orica–GreenEDGE        | 43  |
| 6    | Nicolas Roche (IRL)     | Team Sky               | 46  |
| 7    | Mikel Landa (ESP)       | Astana                 | 49  |
| 8    | José Gonçalves (POR)    | Caja Rural–Seguros RGA | 52  |
| 9    | Nelson Oliveira (POR)   | Lampre–Merida          | 57  |
| 10   | Fränk Schleck (LUX)     | Trek Factory Racing    | 59  |

### Ekipna razvrstitev
| Poz. | Ekipa                  | Čas          |
| ---- | ---------------------- | ------------ |
| 1    | Movistar Team          | 256h 44' 38" |
| 2    | Team Sky               | + 29' 47"    |
| 3    | Team Katusha           | + 35' 44"    |
| 4    | Astana                 | + 48' 24"    |
| 5    | Team Europcar          | + 1h 11' 00" |
| 6    | Caja Rural–Seguros RGA | + 1h 20' 44" |
| 7    | Tinkoff–Saxo           | + 1h 40' 58" |
| 8    | Etixx–Quick-Step       | + 1h 43' 44" |
| 9    | Lotto–Soudal           | + 1h 55' 17" |
| 10   | Cofidis                | + 2h 36' 11" |